# STEADY
《STEADY》，是日本女子演唱團體SPEED的第2張單曲。1996年11月18日發行，是SPEED其中一首代表作、第一張銷量突破百萬的單曲。
是同年朝日系熱門愛情電視劇《恶作剧之吻》的主題曲，電視劇和主題曲互相配合拉高人氣，使這首單曲成為SPEED出道不夠一年就獲得日本唱片業協會「Million」認證的唱片。並成為1997年年度單曲銷量第5位。最終銷量超過150萬張，是SPEED的單曲中銷量僅次於《White Love》、《my graduation》的第三位。
這首單曲的成功更奠定了SPEED作為當時超級女子團體的地位。

## 收錄曲目
1. STEADY
2. HAPPY TOGETHER
3. STEADY (Instrumental)
4. HAPPY TOGETHER (Instrumental)